# آبراهام کلین (فیزیکدان)
 آبراهام کلین (انگلیسی: Abraham Klein؛ زاده ۱۰ ژانویهٔ ۱۹۲۷ درگذشته ۲۰ ژانویهٔ ۲۰۰۳) یک دانشمند در زمینه نظریه میدان‌های کوانتومی اهل ایالات متحده آمریکا بود.